# Cristiano Anastasi
Cristiano Anastasi (Giarre, 23 ottobre 1971) è un politico italiano.

## Biografia

### Attività politica

#### Elezione a senatore
Alle elezioni politiche del 2018 è eletto al Senato nelle liste del Movimento 5 Stelle, ottenendo un seggio nella circoscrizione Sicilia, all'interno del Collegio plurinominale Sicilia - 02.